# Andreas Adityawarman
Andreas Adityawarman (* 1. März 1987 in Surakarta) ist ein indonesischer Badmintonspieler. 

## Karriere
Andreas Adityawarman siegte bei den indonesischen Nationalspielen 2008 im Mannschaftswettbewerb mit dem Team von Jawa Tengah. International stand er 2006 im Finale der Cheers International und im gleichen Jahr im Halbfinale der Malaysia International und der Indonesia International. 2008 konnte er sich erneut ins Halbfinale der Malaysia International vorkämpfen. 2009 waren die Halbfinalteilnahmen bei den Australian Open und den Vietnam Open seine größten sportlichen Erfolge.

## Referenzen
- Profil bei badmintonindonesia.org
- tournamentsoftware.com

| Personendaten    | Personendaten                  |
| ---------------- | ------------------------------ |
| NAME             | Adityawarman, Andreas          |
| KURZBESCHREIBUNG | indonesischer Badmintonspieler |
| GEBURTSDATUM     | 1. März 1987                   |
| GEBURTSORT       | Surakarta                      |